# Pierre Bosc
Pierre Bosc (Nyils, 1943) és un periodista i novel·lista en llengua francesa.

## Biografia
S'establí a Montpeller, i comença l'ofici de periodista publicant en la premsa local i intervenint a Radio Monte-Carlo. El 1969 s'incorporà a l'estació regional de l'ORTF, que amb el temps seria France 3 Sud. Durant dos lustres presentà les actualitats de la regió i confegí nombrosos reportatges, especialment de temes culturals i rurals. De resultes de conèixer Albertine Sarrazin, 
Bosc encetà la carrera d'escriptor amb una biografia del seu inspirador. Posteriorment ha publicat diverses novel·les, començant per Juan ou la Fin de l'exil, seleccionada per al premi al millor argument original al Festival del Llibre de Niça.
Es traslladà a Perpinyà, on fou l'encarregat d'elaborar els primers informatius televisius en català difosos a les regions de Languedoc-Rosselló i Migdia-Pirineus. El desembre del 1994 va ser nomenat redactor en cap de France 3 Roussillon. Després de retirar-se, Bosc s'ha dedicat a la seva afició ciclista, a què dedicà el llibre de memòries i anècdotes  Un petit vélo dans la tête, a l'escriptura i al periodisme a Internet.
Va rebre el Gran Premi del Periodisme Agrícola i el Premi Literari dels Meridionals a París.

## Obres
- Albertine, mon amie Béziers: Éditions Vision sur les arts, 1960
- Juan ou la Fin de l'exil Villelongue d'Aude: Atelier du Gué, 1976 (edició en lletra grossa, Villegly: Encre bleue éd., 1998 ISBN 2-84379-044-1)
- Rêves d'opale éd. Daniel Delort, 1976
- Le Vin de la colère Paris: Éditions Galilée, 1976 ISBN 2-7186-0036-5
- Les Notables en questions ou des Hommes pour la région Brignon: Presses du Languedoc, 1977 ISBN 2-85998-001-6
- Jaloux gardien des ombres Marcèvol: éd. Chiendent, 1983
- Philippe Casado: la course en fête Millas: Association les amis de Philippe Casado, 1995
- Un petit vélo dans la tête Canet: Ed. Trabucaire, 1997 ISBN 2-905828-86-2
- Malaïgue ou L'étang de feu Paris: Denoël, 1980 (reedició Perpignan: les Publications de l'Olivier, 2001 ISBN 2-908866-14-5). Prix des Méridionaux de Paris.
- La croisière des illusions Canet: Trabucaire, 2001 ISBN 9782912966537
- Le sanglier de Grandréal Villegly: Encre bleue éd., 2002 ISBN 2-84379-195-2 (edició en lletra grossa)
- Jean-Paul Pelras, Pierre Bosc Trouble-fêtes: nouvelles Escaro: De la terre à la plume, 2003 ISBN 2-9515083-4-4
- Pierre Bosc, Mireille Chiroleu, Simonne Chiroleu-Escudier Canet-en-Roussillon, 1930-1980: du village de pêcheurs à la plage radieuse Canet-en-Roussillon: les Amis du Vieux Canet, 2009 ISBN 9782952201957